# テレビ大阪
テレビ大阪株式会社（テレビおおさか、英: Television Osaka, Inc. 略称 : TVO）は、大阪府を放送対象地域とし、テレビジョン放送事業を行っている特定地上基幹放送事業者。 大阪府大阪市中央区に本社を置く在阪テレビジョン放送局。
コールサインはJOBH-DTV（大阪 18ch）、リモコンキーIDはTXNのキー局であるテレビ東京と同じ「7」。

## 概要

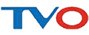
略称ロゴ

1982年に開局した関西地方で最も新しい民放テレビ局で、TXN（テレビ東京系列）に属している。都市型ネットワークという性質上TXNでは基幹局や準キー局といった区別をしていないため正確には「系列局」でしかないが、在阪テレビ局という性質上「準キー局」とされることも珍しくない。一方で他の在阪テレビ局4局と異なり、放送エリアは近畿広域圏（関西2府4県）ではなく、大阪府のみを対象にしている県域放送である。
現在のイメージキャラクターは、大阪名物のたこやきをモチーフとした「たこるくん」（本名・なにわ流たこる）。また相棒に、タコの「タコベエ」がいる。
TXNでは唯一、自社製作番組で文字多重放送を行う場合に句点を使用していない。また、在阪民放テレビ局では唯一、製作クレジットに正式社名を使用する。

### 事業所
出典
- 本社 - 大阪市中央区大手前1丁目1-7 日経大阪大手前別館内
- 東京支社 - 東京都中央区築地1丁目13-14 NBF東銀座スクエア6階
- 名古屋支社 - 名古屋市中区栄4丁目16-33 日本経済新聞名古屋支社ビル4階
- 九州支社 - 福岡市博多区博多駅東2丁目16-1 日本経済新聞西部支社5階

在阪民放テレビ局で唯一同局が、福岡市に九州支社を設置している。在阪民放テレビ局でほとんどの支社・支局が東京・名古屋以外は、同局が唯一東京・名古屋以外において福岡市に支社・支局を設置している。

### 開局の経緯とネットワーク関係
1966年から1967年にかけ、日本経済新聞社は大阪地区での新たな放送局の開局を目指して免許取得運動を起こしたが、実現には至らなかった。
当時、日経は日本教育テレビ（NETテレビ、現在のテレビ朝日）に出資しており、また1969年11月には財界からの要請で東京12チャンネル（現在のテレビ東京）の経営を引き受けた。両局は毎日放送（MBS。法人としては現：MBSメディアホールディングス）とネットワークを組んでいたため、日経にとってはわざわざ新局を開局させる必要性は薄れていた。
しかしながら、1974年3月には日経とNET、翌1975年3月31日には東京12チャンネルとMBSの各ネットワーク関係が解消されると、事情は一変。再建を目指す東京12チャンネルと日経の思惑が一致したことで、再度大阪財界を巻き込んで免許獲得運動に乗り出した。また、MBSはネットワーク解消後も東京12チャンネル・テレビ東京の経営参加は継続しており、このためMBSは関西地区のTX系列局開局に向けて日経と東京12チャンネルに多大な支援を行った。
ただ、大阪府の周辺府県には既に府県域の独立局が開局しており、それらからの反発を受けたものの、紆余曲折の末に府域テレビ局ということで開局の目処が立ち、日本経済新聞大阪本社の隣りで1982年3月1日に念願のテレビ東京系列のフルネット局・第1号として開局にこぎつけた。
開局に合わせ、テレビ東京ホールディングス（テレビ東京の持株会社）の大株主で過去にネット関係にあったMBSでテレビ大阪の開局を告知するCMを開局5ヶ月前の1981年10月から放送した。
サンテレビ（兵庫県）とKBS京都（京都府）で放送されていたテレビ東京の番組は、本局に引き継がれた。両局は現在テレビ東京の番組をほとんどネットしていないため、各府県の大半の地域ではBSテレビ東京を受信できなければ、テレビ東京の番組をほとんど視聴できない状況となっている。
なお、テレビ東京の菅谷定彦社長（当時）が2007年5月31日に行った定例会見で、地上デジタル放送全面移行後にテレビ大阪の放送エリアを京都府と兵庫県に拡大する計画を発表したが、その後新たな動きはない。

### 新社屋移転
テレビ大阪は、1982年3月1日に開局以来、増築を経ながらも現在地で業務を行っているが、開局から40年以上が経過し社屋の老朽化と狭隘化が進んだほか放送設備の更新を控えていること、またセキュリティーの高まりや防災面の整備強化が求められることから、現社屋の東隣にあたる大阪市中央区大手前の日本経済新聞大阪本社旧社屋の跡地再開発（「大阪・大手前一丁目プロジェクト」）で新たに建設される複合施設へ移転することを決めた。
新社屋の設計・監理は大和ハウス工業。規模は日経新聞旧大阪本社跡地に建設される複合施設の1 - 4階。建物は2021年8月に着工し、2023年12月に竣工。2024年5月13日から運用を開始した。
新社屋は、セキュリティーや防災性を高め、放送機能の更新と放送の継続性を一層強化とした社屋とする予定。また社屋や周辺でのイベントの開催、毎年7月の天神祭の生中継など、賑わいを演出し、地域の活性化を図っていくとされている。また、新社屋の上層階はホテルのヒルトンが入るため、兵庫県のサンテレビ本社と同様の形態となる見込みである。
テレビ大阪の新社屋移転をもって、在阪テレビ局（NHK含む）はすべて局舎移転を経験することとなる。

### スタジオ
旧社屋時代は第1スタジオ（80坪）、ニューススタジオ（40坪）の2つと、関西アーバン銀行本店内サテライトスタジオ（中央区西心斎橋）の3つ。府域局という性質上、在阪局では最小規模のテレビ局ということもあり、スタジオの数や規模（スタジオの床面積）も基幹地域以外の地方放送局とあまり変わらないものとなっている。
新社屋移転後は第1スタジオ（ニューススタジオ、『やさしいニュース』等で使用）、第2スタジオ（フルグリーンバック化が可能）の2スタジオ体制。パナソニック コネクトのフルIP放送システムを導入しており、1スタのスタジオと2スタの副調整室（サブ）で番組収録を行いつつ、2スタのスタジオと1スタのサブでニュースを送出する「クロス運用」が可能。実際にサブの稼働率も向上したという。

### 情報カメラ
- 本社屋上
- 関西国際空港
- 大阪市中央区西心斎橋
- 大阪駅
- 京都川端四条（カモガワビル屋上）
- 和歌山県串本町

かつてはツイン21と舞子ビラにもあった。

### 社史・記念誌
全て、テレビ大阪社史編纂委員会が編纂。
- 1992年（平成4年）7月 - 「テレビ大阪10年の歩み」を発行（全171ページ）。
- 2002年（平成14年）3月 - 「テレビ大阪20周年記念誌」を発行（全31ページ）。
- 2007年（平成19年）5月 - 「テレビ大阪25年のあゆみ」を発行（全159ページ）。
- 2012年（平成24年）5月 - 「テレビ大阪30年のあゆみ」を発行（全136ページ）。

## 資本構成
企業・団体は当時の名称。出典：

### 2021年3月31日
| 資本金 | 発行済株式総数 | 株主数 |
| ------ | -------------- | ------ |
| 10億円 | 2,000,000株    | 39     |

| 株主                       | 株式数    | 比率   |
| -------------------------- | --------- | ------ |
| 日本経済新聞社             | 458,000株 | 22.90% |
| テレビ東京ホールディングス | 220,000株 | 11.00% |
| テレビ愛知                 | 215,000株 | 10.75% |
| TVQ九州放送                | 214,000株 | 10.70% |

## 沿革
- 1980年（昭和55年）
  - 6月20日 - 大阪府に民放第5局の周波数割り当て。大阪地区では63件の免許申請があった。
  - 10月17日 - 予備免許交付。
- 1981年（昭和56年）1月23日 - テレビ大阪株式会社設立。
- 1982年（昭和57年）3月1日 - テレビ東京のメガTONネットワーク（現在のTXNネットワーク）初の系列テレビ局としてテレビ放送を開始（当初の設立の段階では1981年11月に開局する予定だった[12]が、諸事情により、4か月での延期となった）。ロゴマークは2バージョンあり、青で書かれた「TV」に「O」が赤い四角の中に白地で書かれているもの（「TVOバージョン」）とアナログチャンネルの「19」をマークにしたものである（「19chバージョン」）。同時にカラー放送・音声多重放送を開始した（在阪局では最後発だが、同時は史上初であった）。
- 1989年（平成元年）2月13日 - 旧東区と旧南区の合区に伴い中央区が設置されたと同時に住居表示が実施されて、本社所在地が大阪市中央区大手前1丁目2番18号となる。前日までは東区京橋前之町であった[13]。
- 1992年（平成4年） - 開局10周年。10周年用のCMで流れていたキャッチコピーは、「桃栗3年、柿8年、テレビ大阪まる10年」となる。
- 1995年（平成7年）1月17日 - 阪神・淡路大震災発生。他の在阪局と比べ報道体制が弱く震災当日の朝からキー局であるテレビ東京との連絡もなかなか取れない状態で特別番組を実施。近隣のテレビせとうちとテレビ愛知から中継車が駆けつけて連日報道し続けた。
- 1996年（平成8年） - 京都放送、サンテレビジョンと協力し、「祇園祭」「神戸まつり」「天神祭」を中継し相互ネット、夏樹陽子を起用した特別番組「三都夏物語」を共同制作[14]。
- 1997年（平成9年） - 開局15周年を迎えテレビ大阪・TVOのロゴを一新されるようになる。キャッチコピーは「TVOh!なにすんねん!テレビ大阪」となる。
- 1998年（平成10年）4月5日 ‐ テレビ大阪制作日曜朝9時30分枠のアニメを放送開始。この枠での記念すべき第1作は『魔法のステージファンシーララ』。
- 2001年（平成13年） - 開局（設立）20周年として初代イメージキャラクター「ひょうたん一家」が登場する。キャッチコピーは「めっちゃ!テレビ大阪」となる。
- 2002年（平成14年） - 開局20周年として2代目イメージキャラクター「たこるくん」が登場する。同年10月より局のロゴマークから「めっちゃ! 」が外された。
- 2003年（平成15年）12月1日 - 再びテレビ大阪・TVOのロゴを一新。午前11時に地上デジタル放送（JOBH-DTV）を放送開始（マスター設備はアナログ放送においてはパナソニック製を使用しているが、デジタル放送においてはNEC製を使用）。TVOのロゴマークも「TV」が青で書かれていて「O」が赤で書かれているもの（「新TVOバージョン」）とTVOの「O」にリモコンキーIDの「7」を入れたもの（「7chバージョン」）に変更される。物理はアナログ放送の19chに隣接する18chが割り当てられたため、2011年7月24日のアナログ停波まで12MHzの連続帯域を占有する状態が続いた。
- 2004年（平成16年） ‐ テレビ大阪制作の一部のバラエティ番組をすべてステレオ放送化される。
- 2005年（平成17年）4月4日 - 地上デジタル放送のデータ放送を開始。
  - 同年10月にプロ野球日本シリーズの実況中継を行った（第2・7戦の中継が予定していたが、第4戦で千葉ロッテマリーンズが日本一となったため、第2戦での中継だった）。
- 2006年（平成18年）
  - 2月1日 - 日本ビルファンド投資法人より本社に隣接する大手前センタービルを取得[15]。
  - 10月 - 自社制作番組としてゴールデンタイムに全国ネットとして初のレギュラー1時間枠を持つこととなる（月曜20:00枠[注釈 11]。ただし制作は東京支社が担当）。開局25周年キャッチコピーとして「もっと。テレビ大阪」が誕生することになる。
- 2007年（平成19年）7月7日 - 8月23日 - 開局25周年記念映画として、同局のマスコットキャラクターであるたこるくんが主演を務める「たこる・ザ・ムービー たこるショック!!!!」がテレビ大阪本社にて公開され、声優として同局のアナウンサー4名が出演する[注釈 12]。
- 2008年（平成20年）7月1日 - 製作著作[注釈 13]クレジットで従来の「テレビ大阪」の前に「7」のロゴを変更[注釈 14]。
- 2011年（平成23年）
  - 7月24日 - デジタル放送への完全移行によるアナログ放送終了。
  - 10月 - 翌年に開局30周年を迎えることに伴い、製作著作クレジット表記で従来の「テレビ大阪」の前に「30th」のロゴを導入[注釈 15]（2012年（平成24年）9月末放送分まで使用していたが、同年10月の放送より再び上記の「7」のロゴを表記したものに戻る）。
- 2016年（平成28年）
  - 9月 - 翌年に開局35周年を迎えることに伴い、新たなキャッチコピーとして、一般公募で選ばれた「それ、テレビ大阪やろ。」を採用。
  - 10月 - 翌年に開局35周年を迎えることに伴い、製作著作クレジット表記で従来の「テレビ大阪」の前に「35th」のロゴを導入[注釈 16]（2017年（平成29年）3月の半年で再び上記の「7」のロゴを表記に戻る）。
- 2020年（令和2年）
  - 4月5日 ‐ かつて放送された日曜朝9時30分枠のアニメが8年半ぶりに復活。復活作品は『トミカ絆合体 アースグランナー』（2023年（令和5年）3月廃枠）
  - 8月27日 - 大阪市より本社地区を含む大手前地区地区計画の決定の原案が公表される[16]。
- 2021年（令和3年）
  - 1月15日 - 大阪市より大阪都市計画地区計画（大手前地区地区計画）の決定ならびに大阪都市計画都市再生特別地区（大手前一丁目地区）の変更が承認される[17]。
  - 8月1日 - 東隣の大阪市中央区大手前の日本経済新聞大阪本社旧社屋の跡地に新社屋を建設し着工。
  - 10月1日 ‐ 翌年に開局40周年を迎えることに伴い、新たなキャッチコピーとして、「ナナめ上のテレビ大阪に」を採用（2022年（令和4年）9月末放送分まで使用していたが、同年10月の放送より再び上記の「7」のロゴを表記したものに戻る）。
- 2022年（令和4年）
  - 3月1日 - 開局40周年。
  - 3月25日 - 開局40周年を記念して、『テレビ大阪40周年記念〜思い出をありがとう〜』（著：品田卓）が一迅社より発売された。特集記事には『おねがいマイメロディ』『ジュエルペット』を主軸とする「女児向け特集」や『トミカ絆合体 アースグランナー』や『マジカパーティ』を主軸とする「男児向け特集」が掲載されている。価格は3800円。
  - 4月15日 - 開局40周年の思い出となったテレビアニメの収録曲が入ったベストアルバム「TV Osaka Anime Song Selection」がユニバーサル ミュージック合同会社より発売された。『おねがいマイメロディ』『ジュエルペット』『トミカ絆合体 アースグランナー』『マジカパーティ』の主題歌を収録しており、各作品のノンクレジットによるオープニングムービーやエンディングムービーも収録している。
- 2024年（令和6年）5月13日 - 本社を東隣の日本経済新聞旧大阪本社跡地に竣工した複合施設内の日経大阪大手前別館（1 - 4階）に移転し、放送開始[6][18][19]。

## オープニング・クロージング
1日の編成は、概ね他の在阪局とほぼ同等であるが、24時間放送は原則として年末年始などごく限られた日以外は行わない。しかしながら、2022年夏季現在では、土曜深夜～日曜未明は一旦日曜5:05に土曜日付け放送を終了したのち、わずか5分で試験電波（カラーバー）放送をして、5:10に日曜付けを開始するため、事実上終夜放送になっているほか、他の曜日も日曜深夜～月曜未明を除けば、概ね4:45 - 5:15の30分間だけが休止枠（試験電波）になっている。

### アナログ放送
開局当初 - 2000年9月まで
テレビ大阪本社近くの川崎橋の映像とCGを融合したものをバックに、テレビ東京の川島真理子アナウンサーが周波数や空中線電力のアナウンスをするというものだった。また、緑を増やし、育てるキャンペーンの一環として「緑いきいき!人いきいき!」（OP後）や「広げよう緑前線」（ED前）をスローガンにしたスポット映像を放送。このスポットはCMにも使用されていた（OPやEDではコールサインのあとに局名がアナウンスされるが、CM版では英語で「TV OSAKA Channel 19」とアナウンスしていた）。
2000年10月 - 2002年9月まで
開局20周年を記念して制作したイメージキャラクター「ひょうたん一家」のCGアニメ。
2002年10月 - 2011年7月23日まで
オープニングではパジャマ姿のたこるくんが布団から目覚め、窓から鳥が飛んでいった後、なぜかまた眠りにつき、鼻から出る空気の泡が大きくなってそこから「JOBH-TV テレビ大阪」と表示、最後は再び布団から目覚める。クロージングではパジャマ姿のたこるくんが右から左へ歩き、布団付近に来ると照明を消して眠りにつき、鼻から出る空気の泡が大きくなってそこから「JOBH-TV テレビ大阪」が出て終了。翌2003年12月よりテレビ大阪とTVOのロゴマークの一新に伴い、ロゴ部分のみにマイナーチェンジが施された（試験電波発射時のカラーバーに表示されるロゴもマイナーチェンジに伴い変更された）。

### デジタル放送
開局当初 - 2016年10月2日まで
オープニングでは日の出から局ロゴを大写しし、数々のロゴ（「TV OSAKA 7」や「"O"に"7"を入れたもの」）が飛んで行き、「TVO」のロゴが映された丸型のテレビを経て、最後はデジタル7chのロゴと「テレビ大阪（改行）JOBH-DTV」になる。クロージングではオープニング映像を逆にしたようなもので、丸型のテレビ画面→数々のロゴ→20世紀フォックスのロゴのような金色の局ロゴの大写し→デジタル7chのロゴと「テレビ大阪（改行）JOBH-DTV」の順だった。
2016年10月3日 -
前述のアナログ放送末期に使用されていたものをイメージして製作。
オープニング：ワルたこるとワルタコベエがベッドから目を覚ましたあと、壁に掛けてある掛け軸に「今日のイタズラ 目標7件」と書き、悪巧みを謀る。そのあと、イタズラ道具の入ったおもちゃ箱を持って外へ飛び出してゆく。そして最後は、おもちゃ箱からこぼれたビックリ箱の中から「JOBH-DTV テレビ大阪」と書いてある紙が飛び出てくる。
クロージング：外から帰ってきたワルたこるとワルタコベエが壁に掛けてある掛け軸に「今日のイタズラ 7件」と書き、イッシッシと笑う。そのあと眠くなり欠伸をひとつすると、ベッドにくるまり、ベッドにある触角のスイッチで照明を消して眠りにつき、鼻から出る空気の泡が大きくなってそこから「JOBH-DTV テレビ大阪」が出て終了。

### アナログ放送終了特別クロージング
2011年7月24日正午をもって、アナログ放送での放送を終了した。通常編成では『和風総本家』の再放送だったが、これを『たこるTV』に差し替えた上で「なにわ流たこるのうた」へ展開し、シームレスに特別クロージングへと移った。
内容は、まず緞帳が下がった舞台の上にたこるくんが立ち、たこるくんが「19ch」と書かれたプラカードを裏返して「7ch」（デジタル放送のリモコンキーID）をアピールした。BGMは「つっつっつー、テレビ大阪…（以下略）」のオルゴールによるインストゥルメンタルバージョンが使われた。舞台には「たこるくんファミリー」が勢ぞろいして、長年のアナログ放送視聴に感謝のメッセージを述べた後、最後に「JOBH-TV テレビ大阪」→「アナログ放送終了 ありがとうございました!」と書かれた縦長の看板が下り、たこるくんファミリーが一礼して終わった。
たこるくんの台詞は「視聴者の皆様、テレビ大阪アナログ放送19chをこれまでご覧いただき、ありがとうございました。デジタル放送のチャンネル番号は、『7』に変わります。テレビ大阪開局30周年、これからもよろしくお願いします。JOBH-TV テレビ大阪。アナログ放送は、終了します。皆様、どうもありがとうございました!」。
正午以降はブルーバックのお知らせ画面に切り替わり、23:32ごろに関西を襲った地震の速報を字幕で流した後、最後も同じ内容をリピートして、23:59に停波した。
アナログ放送停波から約10年10ヶ月経過した2022年5月27日、テレビ大阪公式YouTubeチャンネルにこの最終クロージングの映像が投稿された。公式YouTubeで公開されるのは毎日放送に次いで2局目。そして毎日放送と同じく1080pの16:9での配信となった。

### 新社屋放送開始記念オープニング
2024年5月13日午前5時44分から新社屋移転を記念した特別オープニングが放送された。
テレビ大阪開局からの歴史を振り返る映像から始まり、新社屋建設の様子のタイムラプス映像へ。ここで「Link More 大阪・関西を元気に」のテロップが表示。つづいて旧社屋から（隣接する）新社屋へとカメラを横に動かしながら映し、「新社屋からの放送開始までのカウントダウン」を10秒前から行う。3秒前の地点で新社屋の壁に「JOBH-DTV」のコールサインが表示され、カウントダウン終了と共に「ニュースモーニングサテライト」の放送開始となった。
放送当日中にテレビ大阪公式YouTubeチャンネルにも動画が投稿されたが、この動画ではカウントダウン・コールサインの部分はカットされている。

## 送信所親局概要・中継局一覧
出典

### 大阪親局

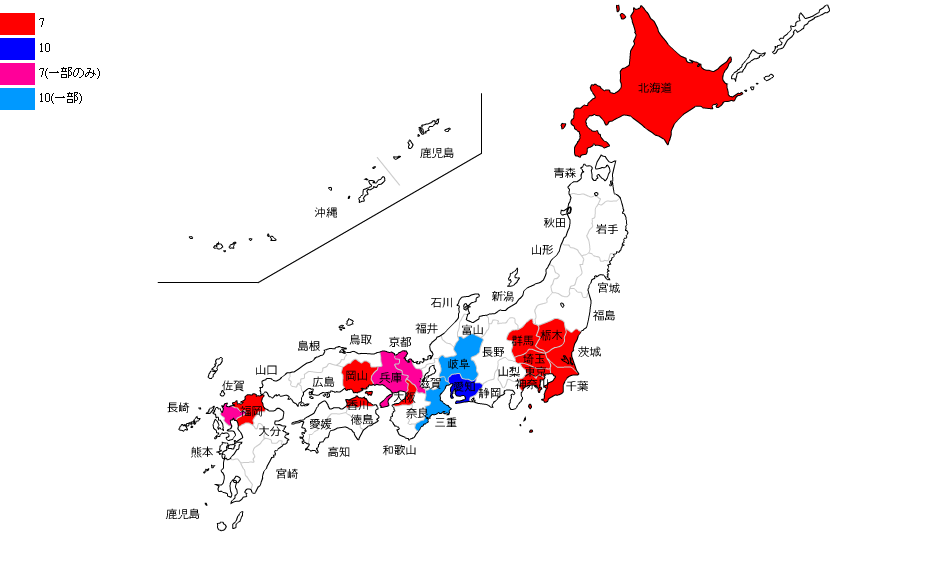
TXN系列局のリモコンキーID地図

大阪府東大阪市山手町2031番4号（生駒山西中腹海抜560m・TVO単独）
親局の送信所は、NHK大阪局を含む各局が生駒山の山頂にあるのに対し、本局はそれよりやや低い西側の中腹に設置されている。出力も各局の3分の1に当たる1kWに抑えられ、送信アンテナには大阪府方向のみに電波が飛ぶように指向性がかけられている。（但し、京都府、奈良県、和歌山県、兵庫県の一部地域にはスピルオーバーが及んでいる。）
また、アナログ放送ではVHF波の他局に対してUHF波で送信されていたため、新たにUHFアンテナを設けないと視聴できなかった。
- コールサイン - JOBH-DTV
- コールネーム - TVOおおさかデジタルテレビジョン
- リモコンキーID - 7
  - アナログ親局がUHF波だった関係で、在阪民放では唯一アナログ親局とは異なり、キー局のテレビ東京と共通の番号である（TXNでは、「10」のテレビ愛知を除く5局が「7」に揃えている）。また、在阪民放5局では唯一の“キー局合わせ”でもある[注釈 17]。アナログ時代の本局のchポジションの定番だった「11」は全国どの地上波無線放送局も使用しなかった。
- 3桁（フルセグ） - 071、072、073（テレビ大阪2）、077（臨時用）。
- 3桁（ワンセグ） - 671、672（ワンセグ2）。
- 周波数 - 503.142857MHz
- 物理チャンネル - 18ch
- 空中線電力 - 1kW
- 実効輻射電力 - 21kW
  - 放送区域

### 中継局
- 枚方 27ch・3W（実効輻射電力:40W）（名称はアナログ時代から枚方であるが、実際は淀川対岸の島本町にある。TVQ九州放送北九州デジタル中継局の周波数と同じ）
  - 放送区域
- 太子河南 21ch・1W（実効輻射電力:3.4W）
  - 放送区域
- 柏原 18ch・1W（実効輻射電力:8.1W）
  - 放送区域
- 池田 28ch・0.5W（実効輻射電力:2.5W）
  - 放送区域
- 豊能吉川 21ch・0.3W（実効輻射電力:0.81W）
  - 放送区域
- 中能勢 36ch・0.3W（実効輻射電力:0.74W）
  - 放送区域
- 西能勢 21ch・0.3W（実効輻射電力:0.3W）
  - 放送区域
- 岬深日 21ch・0.05W（実効輻射電力:0.38W）
  - 放送区域
- ミニサテライト局

| 局名           | 物理チャンネル | 空中線電力 | 実効輻射電力 |
| -------------- | -------------- | ---------- | ------------ |
| 河内長野清見台 | 47ch           | 10mW       | 28mW         |
| 枚方尊延寺     | 47ch           | 10mW       | 56mW         |
| 河内長野寺元   | 47ch           | 10mW       | 23mW         |
| 天見           | 18ch           | 50mW       | 125mW        |
| 貝塚木積       | 47ch           | 50mW       | 89mW         |

#### 廃止
- 箕面 27ch・3W（実効輻射電力:33W）
  - 放送区域
- 2017年1月31日の放送終了をもって廃止された。[要出典]

### アナログ放送
2011年7月24日停波時点

#### 親局
アナアナ変換前はMBSの神戸アナログ中継局が18chだったため、神戸市内などで混信が生じていた。
- コールサイン：JOBH-TV
- チャンネル：19ch
- 周波数：映像507.25MHz 音声511.75MHz（テレビせとうち高松局はオフセットキャリア＋10kHz）
- 空中線電力：映像10kW 音声2.5kW
- 実効輻射電力：映像200kW 音声50kW

#### 中継局
- 枚方 21ch・30W（実効輻射電力:230W）（TVO単独で南方向へ送信。）
- 箕面 62ch・30W（実効輻射電力:380W）（TVO単独）
- 太子河南 27ch・10W（実効輻射電力:38W）（同上）
- 柏原 62ch・10W（実効輻射電力:58W）（在阪各局と併設）
- 池田 47ch・3W（実効輻射電力:11.5W）（垂直偏波・TVO単独）
- 豊能吉川 21ch・3W（実効輻射電力:8.1W）（NHKと併設）
- 中能勢 40ch・3W（実効輻射電力:8.1W）（NHK、FM大阪、FM802と併設）
- 西能勢 53ch・3W（実効輻射電力:3W）（NHKと併設）
- 岬深日 62ch・0.5W（実効輻射電力:3.2W）（在阪各局と併設）
- 河内長野清見台 33ch・0.1W（実効輻射電力:0.35W）（垂直偏波・在阪各局と併設）
- 枚方尊廷寺 61ch・0.1W（実効輻射電力:0.71W）（同上）
- 河内長野寺元 62ch・0.1W（実効輻射電力:0.25W）（在阪各局と併設）
- 泉南金熊寺 50ch・0.1W（実効輻射電力:0.46W）（同上）
- 天見 62ch・0.1W（実効輻射電力:0.28W）（垂直偏波・在阪各局と併設）

## 区域外再放送
以下の府外のケーブルテレビでは、区域外再放送が行われている。
兵庫県、京都府、奈良県では、アナログ時代から一部地域で再送信が行われている。
ただし、和歌山県ではアナログ放送時代から一切再送信が実施されず、滋賀県でも、地デジ移行後は地形的問題などから全局で放送が中止された。また、在阪他局が視聴できる三重県伊賀・東紀州地方については、直接受信はもとよりケーブルテレビでも視聴することが難しいため、全国紙・地方紙共に掲載していない。（愛知県の同系列局・テレビ愛知も含む）
一方、徳島県では民放が四国放送（JRT）のみという特殊な事情から、一部の局や地域を除いて区域外再放送が特例的に実施されている（現在のところJRTとNNS系列の読売テレビ（ytv）を除く広域3局と、一部の局でサンテレビ・テレビ和歌山も実施）。なおアナログ放送は大阪府内で受信し再送信していたが、地上デジタル放送（地デジ）開始してからは徳島県内の数箇所で受信を行っている。
また、大阪府外のひかりTVでは本局を配信対象としていない。
京都府の一部地域でも受信できる関係から、地デジ移行に関するオリジナルのCMには舞妓を起用したバージョンもあった。
| 京都府 - ケイ・キャット（K-CAT・HFC方式） - ケイ・キャットeo光テレビ（FTTH方式 - 京都市（右京区旧京北町地域を除く）・京田辺市・長岡京市・宇治市・城陽市・向日市・八幡市・木津川市・大山崎町・久御山町・井手町・宇治田原町・精華町のみ） - ジェイコムウエスト（J:COM 京都みやびじょん） - ZTV京都 - KCN京都 - KCNなんたん 兵庫県 - ケイ・キャットeo光テレビ（FTTH方式 - 三田市（藍本を除く）・川西市・宝塚市・芦屋市・神戸市（北区淡河町および西区の一部地域を除く）・淡路市・伊丹市・尼崎市・西宮市・猪名川町のみ） - ベイ・コミュニケーションズ（尼崎・西宮・伊丹局） - ジェイコムウエスト（J:COM宝塚・川西） - J:COM 神戸・芦屋 - J:COM 神戸・三木 - 明石ケーブルテレビ（ACTV135） - BAN-BANテレビ - 姫路ケーブルテレビ（WINK、デジタル放送は2011年6月15日より開始。一部地域を除く） - 夢前情報センター（CATVゆめさき） - 淡路島テレビジョン - ケーブルネットワーク淡路（さんさんネット） - 加東ケーブルビジョン - 神河町ケーブルテレビネットワーク - 朝来市ケーブルテレビ - 養父市ケーブルテレビジョン | 奈良県 - 近鉄ケーブルネットワーク（KCN） - ケイ・キャットeo光テレビ（FTTH方式） 徳島県 - 阿波市ケーブルネットワーク - 石井町有線放送農業協同組合（IHK 石井CATV） - エーアイテレビ - 上板町有線テレビ - ケーブルテレビあなん - ケーブルテレビ徳島（テレビトクシマ、徳島市・美馬市・東みよし町・勝浦町・上勝町・神山町・佐那河内村のみ） - ケーブルネットおえ - 国府町CATV - テレビ阿波 - テレビ鳴門 - 徳島県南メディアネットワーク - 徳島中央テレビ（JCTV） - 東阿波ケーブルテレビ - ひのき（CUEtv） |

## アナウンサー一覧
契約アナウンサーには「☆」印を併記した。
当局のアナウンサーの特徴として、在阪放送局としては珍しく契約職を含めてほとんどが他局からの移籍採用者であり、新卒からの当局正社員アナウンサー採用は過去の在職者を含めて数人程度しかいない。

### 男性
- 福谷清志 - 日本海テレビから移籍。2008年4月1日の入社で、2023年に気象予報士の資格を取得したほか、同年4月からアナウンス部長を兼務している。
- 前田拓哉 - 山形テレビから移籍。2018年10月1日入社。
- 加守哲朗 - 鹿児島放送から移籍。2023年4月1日入社。

### 女性
- 川北円佳 - 山口朝日放送から移籍。2018年4月1日に有期雇用契約で入社した後に、2021年4月から正社員として報道部の記者を兼務している[32]。2023年12月28日から、第一子の出産（2024年3月）をはさんで産前産後休暇を取得中[33]。
- ウーデンジェニファー里沙☆ -  秋田放送から移籍。2021年4月入社[34]。
- 上原美穂 - NHK福井放送局の契約キャスターを経て、2024年4月に入社[33]。

### 元アナウンサー
男性
- 磯辺建臣 - 現：社会福祉法人顧問。
- 杉浦滋男
- 鈴木光裕☆ - 1982年度 - 1983年度在籍。福島テレビから開局と同時に移籍。契約期間の満了後に、東海ラジオや文化放送でスポーツアナウンサーとして活動した。現在は、フリーアナウンサーとして活動するかたわら、らくてんみやぎのエフエム（Rakuten.FM TOHOKU）の編成・制作部長を兼務している。
- 大池博 - 現：事業局長。
- 金森啓 - 現：編成局編成管理部長。
- 早坂淳 - 北海道テレビから移籍。1999年入社、総務部。
- 酒井健治 - 福岡放送から移籍。1997年入社、現：事業部プロデューサー。
- 庄野数馬 - 山口放送から移籍。2015年4月入社、2017年12月26日付で編成局長付、2018年4月1日付で東京支社営業部へ異動。2019年8月退社。現：フリーアナウンサー。
- 千年屋俊幸 - 新卒採用の1期生として開局と同時に入社。2008年から他部署へ異動していたが、2013年4月1日からアナウンサーに復帰した。2019年3月31日の定年を機にフリーアナウンサーへ転じてからも、テレビ大阪が制作する番組（『やさしいニュース』など）への出演を継続。
- 植草結樹 - 長崎放送から1991年移籍。2015年4月から一時、スポーツ部のプロデューサーやニュースデスクを兼務していた。2020年1月31日付で定年を迎えたものの、翌2月1日以降も嘱託契約で在籍。2025年1月31日付で退社し、フリーアナウンサーに転向。父は元朝日放送（ABC）アナウンサーの植草貞夫、実弟はRKB毎日放送（長崎放送と同じTBSテレビ系列・JRN加盟のテレビ・ラジオ兼営局）→テレビ東京アナウンサーの植草朋樹、長男は沖縄テレビ（フジテレビ系列）アナウンサーの植草凛、次男はRKB毎日放送アナウンサーの植草峻。
- 渡辺学 - 岡山放送から1995年移籍。2000年代の後半から報道部のデスク、名古屋支社長、東京支社営業局の営業部長を経て、2017年4月から2022年1月までアナウンス部に復帰していた。復帰後の2020年4月からチーフアナウンサーと報道部の解説委員を兼務していたが、2022年2月に解説委員のまま報道部へ再び転籍。

女性
- 沢田尚子 - 開局と同時に広島ホームテレビから移籍。現：フリーアナウンサー。
- 織田めぐみ - テレビ新潟から移籍。元：秘書広報室長。現在もスポンサー読みを担当。
- 松山桂子☆
- 筧真帆☆ - 1995年度 - 1999年度在籍。現：韓国系フリーアナウンサー。
- 毛利聡子☆ - 1996年度 - 2003年度在籍。現：フリーアナウンサー。
- 原田知恵☆ - 2003年度 - 2005年度在籍。現：フリーアナウンサー。
- 榎戸教子☆ - 2004年度 - 2007年度在籍。現：フリーアナウンサー。
- 猪井操子☆ - 2004年度 - 2007年度在籍。現：フリーアナウンサー。
- 竹内優美☆ - 2008年度 - 2010年度在籍。四国放送から移籍。現：フリーアナウンサー。NHK BS1「経済フロントライン」キャスター
- 藁谷麻美☆ - 2006年度 - 2010年度在籍。テレビユー福島から移籍。元：声優。現：picante所属フリーアナウンサー
- 佐久間あすか☆ - 2008年度 - 2010年度在籍。四国放送から移籍。現：フリーアナウンサー。
- 酒井千佳☆ - 2010年度 - 2012年度在籍。北陸放送から移籍。現：三桂所属のフリーアナウンサー・気象予報士。
- 大塚奈央子☆ - 2011年度 - 2013年度在籍。福井テレビから移籍。2014年度-2017年度に契約アナウンサーとしてメ〜テレへ勤務。現：フリーアナウンサー。
- 楪望☆ - 2011年度 - 2013年度在籍。広島ホームテレビから移籍。現：サンズエンタテインメント所属のフリーアナウンサー
- 山口恵☆ - 2014年度 - 2015年度在籍。元：NHK鹿児島放送局契約キャスター。現在は「高木恵」名義で、セイタレントプロダクション所属のフリーアナウンサーとして活動。
- 鈴木理加☆ - 2013年度 - 2016年度在籍。鹿児島放送から移籍。現在は舞夢プロ所属のフリーアナウンサーで、『やさしいニュース』（自身が在籍中にメインキャスターを務めた『ニュースリアルKANSAI』の後継番組）のナレーター。
- 井下育恵☆ - 2016年度 - 2017年度在籍。元：テレビ大分アナウンサー兼報道局記者。2018年度からキャスター契約で同局に復帰。現：フリーアナウンサー。
- 中川栞☆ - 2016年度 - 2018年度在籍。元：琉球朝日放送アナウンサー。現：フリーアナウンサー。
- 坂本七菜☆ - 2019年度 - 2021年度在籍。元：NHK和歌山放送局契約キャスター。
- 黒部亜希子 - 宮崎放送から1999年に正社員扱いで移籍。アナウンス部以外の部署への異動を経て、2020年4月から2023年3月まで、アナウンス部長との兼務扱いでアナウンス職に復帰していた。2023年4月からは、アナウンス職を再び離脱したうえで、経営企画局の管理職（次長、秘書広報担当、SDGs・CSR推進グループ長）と放送番組審議会の事務局長を兼務。

### 外部所属者
属していないが、同系列のテレビ東京との関係がある出向者である
- 川崎由紀夫（テレビ東京プロデューサー兼務）

## 番組表が掲載されている新聞
テレビ大阪の系列新聞である日本経済新聞（日経新聞）ではリモコンキーID番号順（6chのABCテレビと、8chのカンテレの間）で掲載されているが、その他の新聞の大阪本社発行版（※朝日・毎日・産経・読売）は従来通り、大阪府全域と京都府・兵庫県の一部では右端にフルサイズで、それ以外の地域はハーフサイズかクォーターサイズで掲載されている（フルサイズの場合は基本的に、10ch・読売テレビの次）。これは前述の通り府域局としての割り当てであり、京阪神地域以外では受信が難しい点などを考慮したものである。また、和歌山県の地方紙、並びに全国紙の大阪本社（熊野のみ読売新聞は中部支社）管轄の三重県伊賀・熊野地域でも関西広域局が収録されている中、テレビ大阪は直接受信は基よりケーブルテレビでも区域外再放送がなされていないため収録されていない。
- 大阪日日新聞 - 大阪府の地方紙。
- 神戸新聞 - フルサイズで掲載している。大阪府内向け全国紙と比べ地元県域局サンテレビと逆の位置（NHK(Eテレ→総合)→広域4社→サン→TVO）に掲載。系列紙のデイリースポーツ（関西版）も同様。
- 日本海新聞 - 2011年9月30日付まで、但馬版に掲載。位置は神戸新聞と同上。

ハーフサイズ以下のサイズで掲載
- 中日新聞 - 滋賀版の朝刊のみ掲載。
- 京都新聞
- 奈良新聞 - 2011年7月の地デジ完全移行に伴い、ハーフサイズで掲載開始。それ以前も掲載した時期があった。
- 徳島新聞
- 四国新聞 - 他の関西局と共に、第2テレビ面で小サイズで掲載。
- 毎日新聞 - 大阪本社発行の夕刊で、大阪府を含めた京阪神全域。

その他、奈良日日新聞においても日刊紙時代に掲載されていた。

## 制作に参加した映画作品
- 風、スローダウン
- 壬生義士伝
- いかレスラー
- 盲導犬クイールの一生
- かにゴールキーパー
- スケバン刑事 コードネーム=麻宮サキ
- 純喫茶磯辺
- 地球防衛未亡人
- ジュエルペット スウィーツダンスプリンセス
- 舟を編む

- おまえの親になったるで [39]